# Bibliothèque municipale de Dijon
La bibliothèque municipale de la ville de Dijon est un réseau de bibliothèques municipales de la Ville de Dijon, regroupant huit bibliothèques, réparties dans les quartiers et au centre-ville.

## Présentation
La ville de Dijon possède un réseau de huit bibliothèques-médiathèques, dans les quartiers et au centre-ville pour accueillir les jeunes et les adultes.
La bibliothèque municipale de Dijon est une bibliothèque municipale classée et bénéficie donc d'un statut particulier.

## Réseau de bibliothèques
Parmi ces bibliothèques, on compte :

### La bibliothèque patrimoniale et d'étude
Le noyau historique de la bibliothèque municipale de Dijon est la bibliothèque patrimoniale et d'étude qui occupe les bâtiments de l'ancien collège des jésuites fondé par le legs d'Odinet Godran, président au Parlement de Bourgogne, dans l'immédiat voisinage de celui-ci, d'où l'appellation « collège des Godrans ». Cette bibliothèque possède le plus riche ensemble de patrimoine écrit de la région, de quelque 500 000 documents au nombre desquels les manuscrits romans de l'abbaye de Cîteaux, ceux de la cathédrale Saint-Bénigne de Dijon et le manuscrit de l'Histoire ancienne jusqu'à César de Saint-Jean-d'Acre.
Sa salle de lecture offre un espace de lecture et de travail de plus de 60 personnes : des étudiants qui révisent sur place, des chercheurs qui consultent des livres anciens, des lecteurs qui lisent la presse ou consultent les fonds gourmand et local...

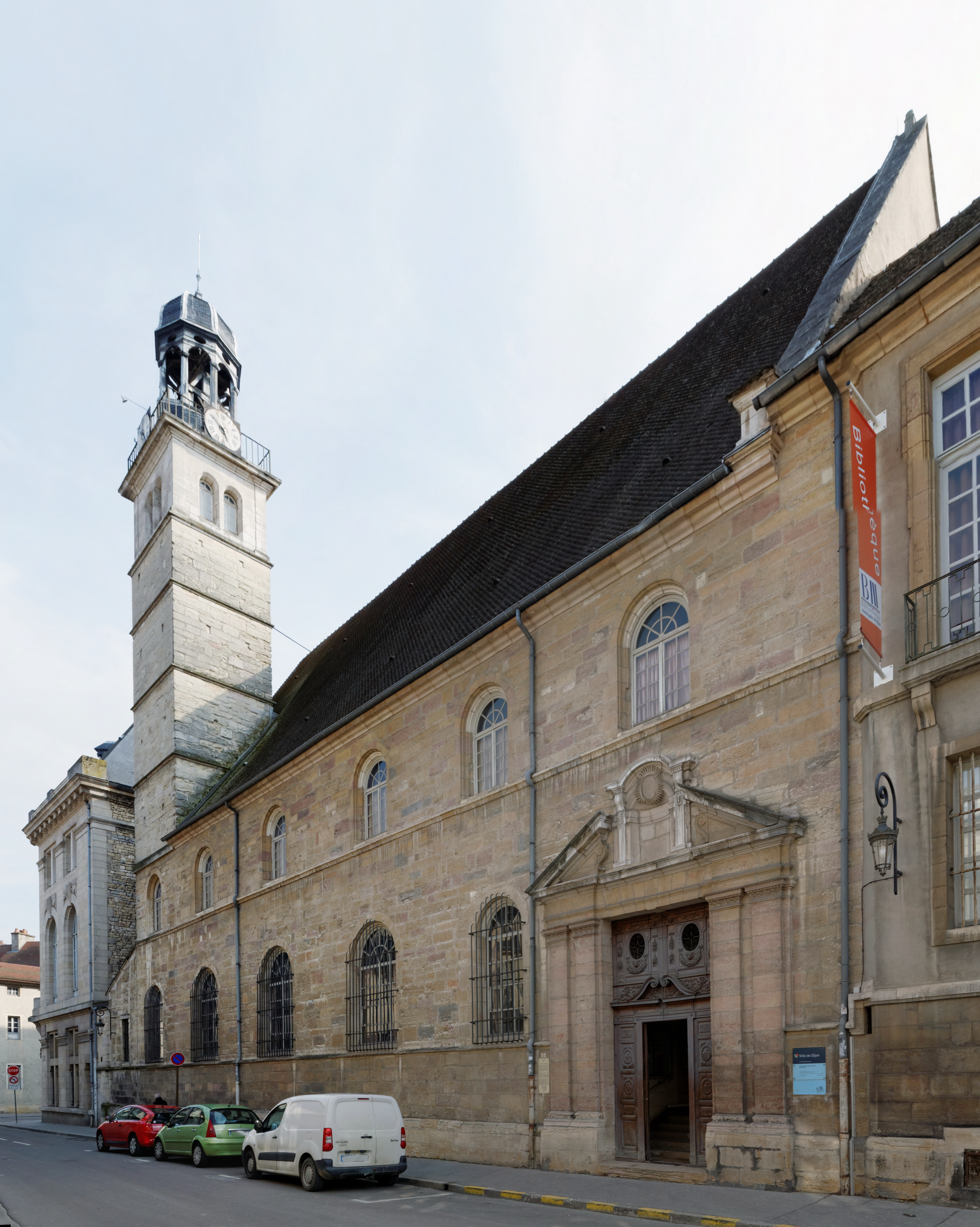
La bibliothèque patrimoniale et d'étude.
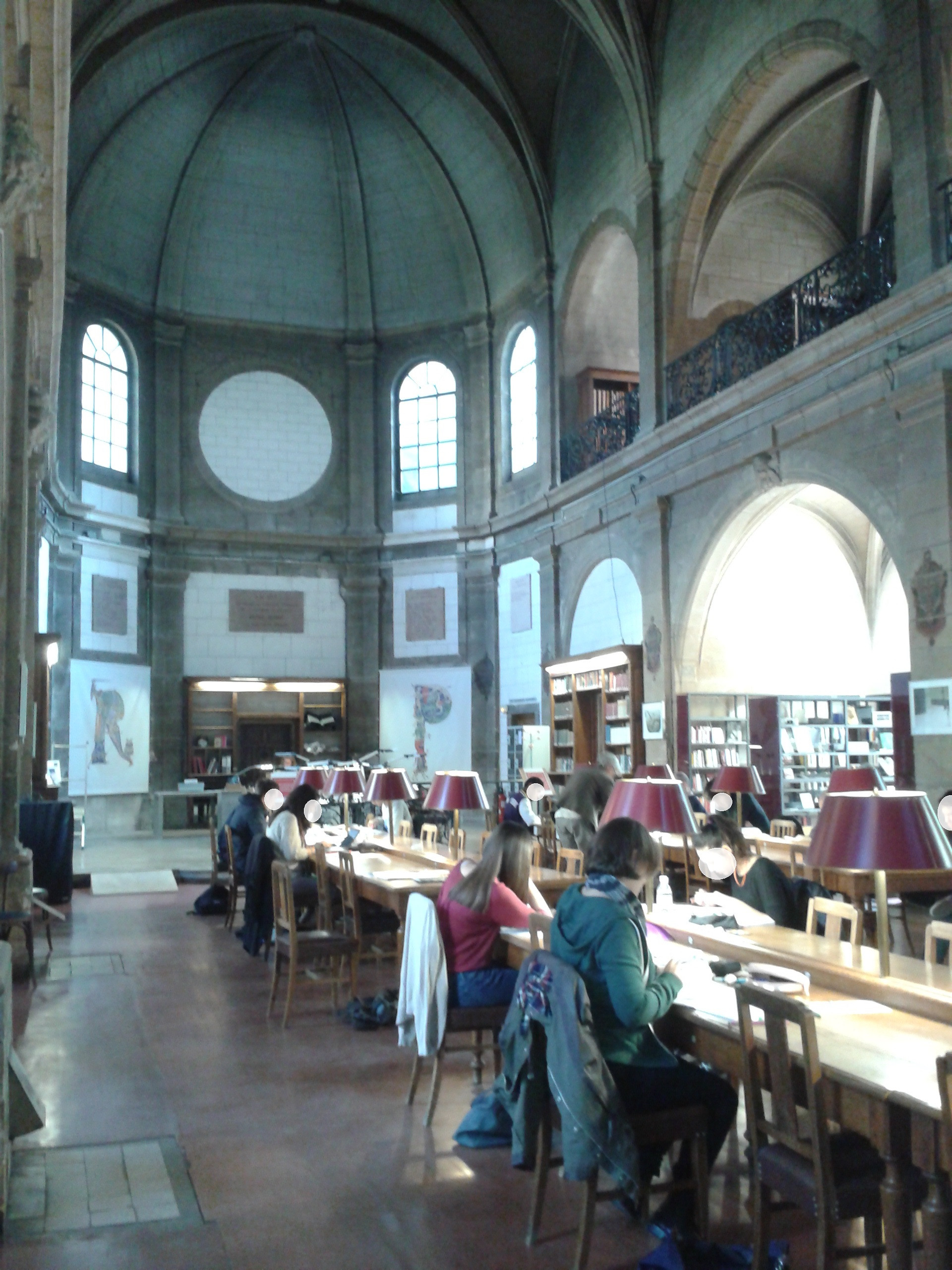
Salle de lecture.
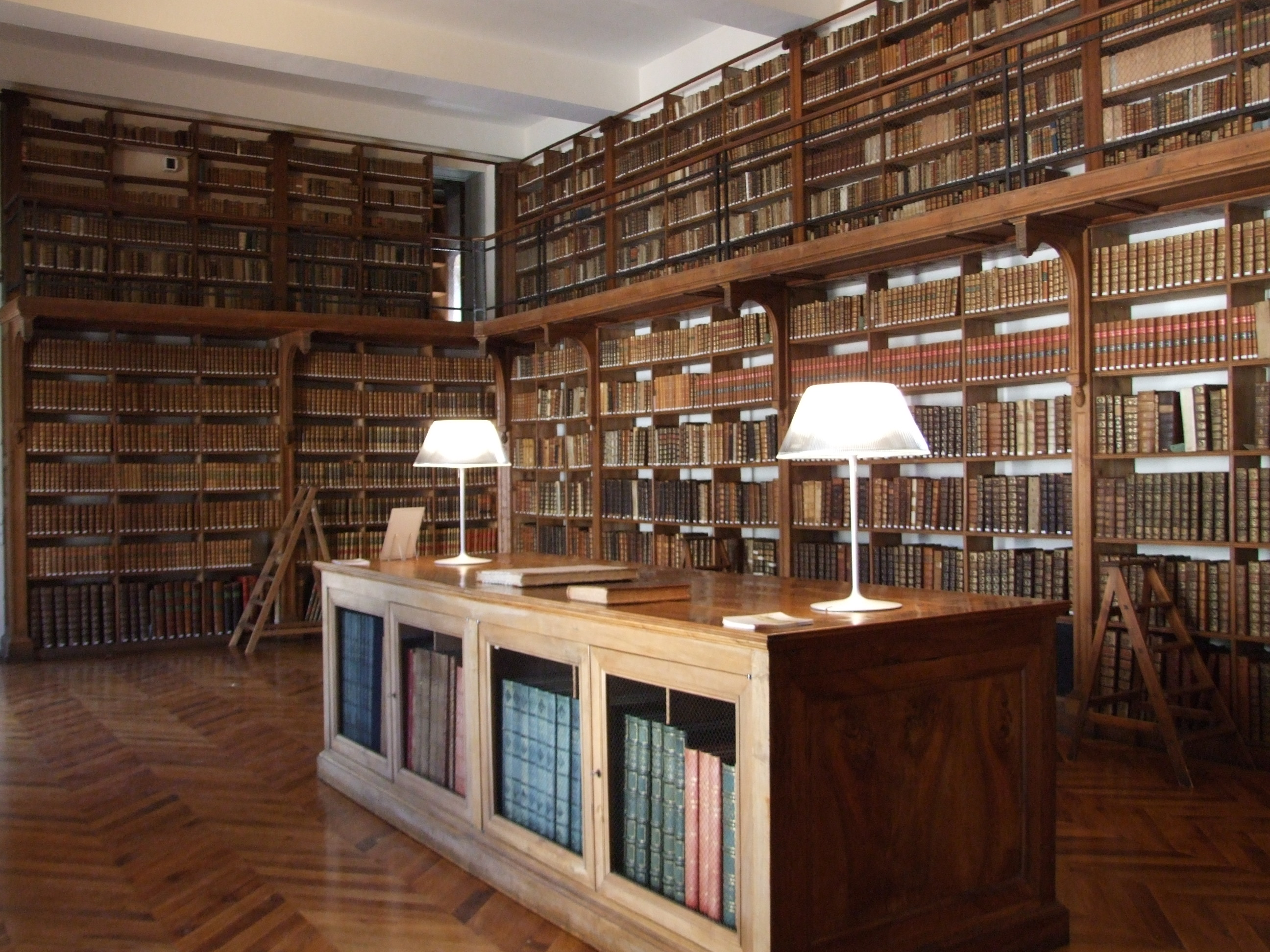
La salle Boullemier.

### La médiathèque Champollion
La médiathèque Champollion a ouvert ses portes pendant l'été 2007. Il s'agit d'un équipement moderne, imposant et bien conçu, d'une superficie de plus de 1 900 mètres carrés, comprenant différentes sections telles qu'un centre multimédia, une salle de prêt, plusieurs espaces de lecture et une grande salle destinée à des activités variées. La médiathèque offre un large éventail de ressources écrites, visuelles et sonores pour tous les publics, en particulier les enfants et les jeunes. Une importante collection de mangas et de partitions y est stockée, et pour le public plus adulte, des thèmes tels que le sport, l'éducation et les jeux vidéo y sont abordés. Pour les utilisateurs, il y a également la possibilité d'accéder à Internet et aux différents outils informatiques présents, mais aussi d'utiliser une salle réservée au travail, à l'étude, individuelle ou en groupe.

### La bibliothèque centre-ville jeunesse
Cette bibliothèque, située à proximité immédiate de la bibliothèque patrimoniale et d'étude, propose des activités variées pour le jeune public : albums, premières lectures, romans, livres en langues étrangères, albums en braille et livres tactiles, documentaires, magazines, CD et DVD.

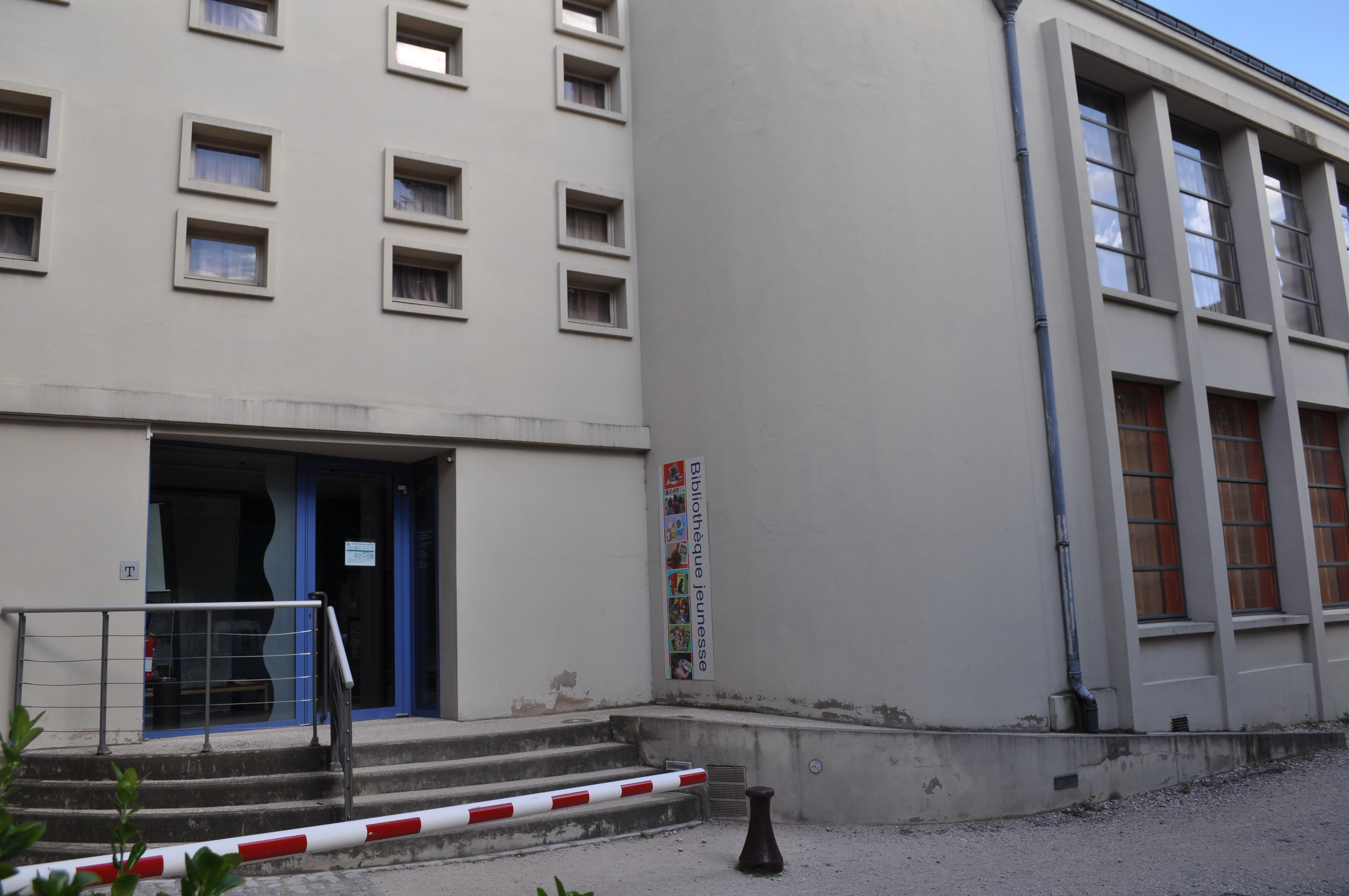
La bibliothèque jeunesse.

### La bibliothèque de la Fontaine d'Ouche
Cette bibliothèque, fondée en 1973, a été transférée et sa nouvelle structure a été inaugurée le 18 mars 2014. La bibliothèque est située place de la Fontaine d'Ouche, un lieu très actif pour la vie culturelle du quartier, étant à la fois proche de l'hôtel de ville et du théâtre. Elle possède une importante collection de plus de 30 000 documents comprenant des livres, des dictionnaires, des encyclopédies, des CD et des DVD. La bibliothèque dispose également d'un riche fonds consacré au théâtre avec plus de 1 200 livres, essais, critiques, pièces, vidéos qui lui sont consacrés et des abonnements à diverses revues telles que Théâtre/Public, Du théâtre, la Revue, L'Avant-scène théâtre. À l'intérieur, on trouve des espaces destinés aux enfants, des espaces où l'on peut regarder des films ou écouter de la musique tout en bénéficiant d'un accès à Internet. La bibliothèque, spacieuse, est donc un lieu de rencontre, où les usagers peuvent travailler en toute sérénité. Tout au long de l'année, la bibliothèque accueille également des groupes sur rendez-vous : jeunes enfants, groupes scolaires et instituts spécialisé.

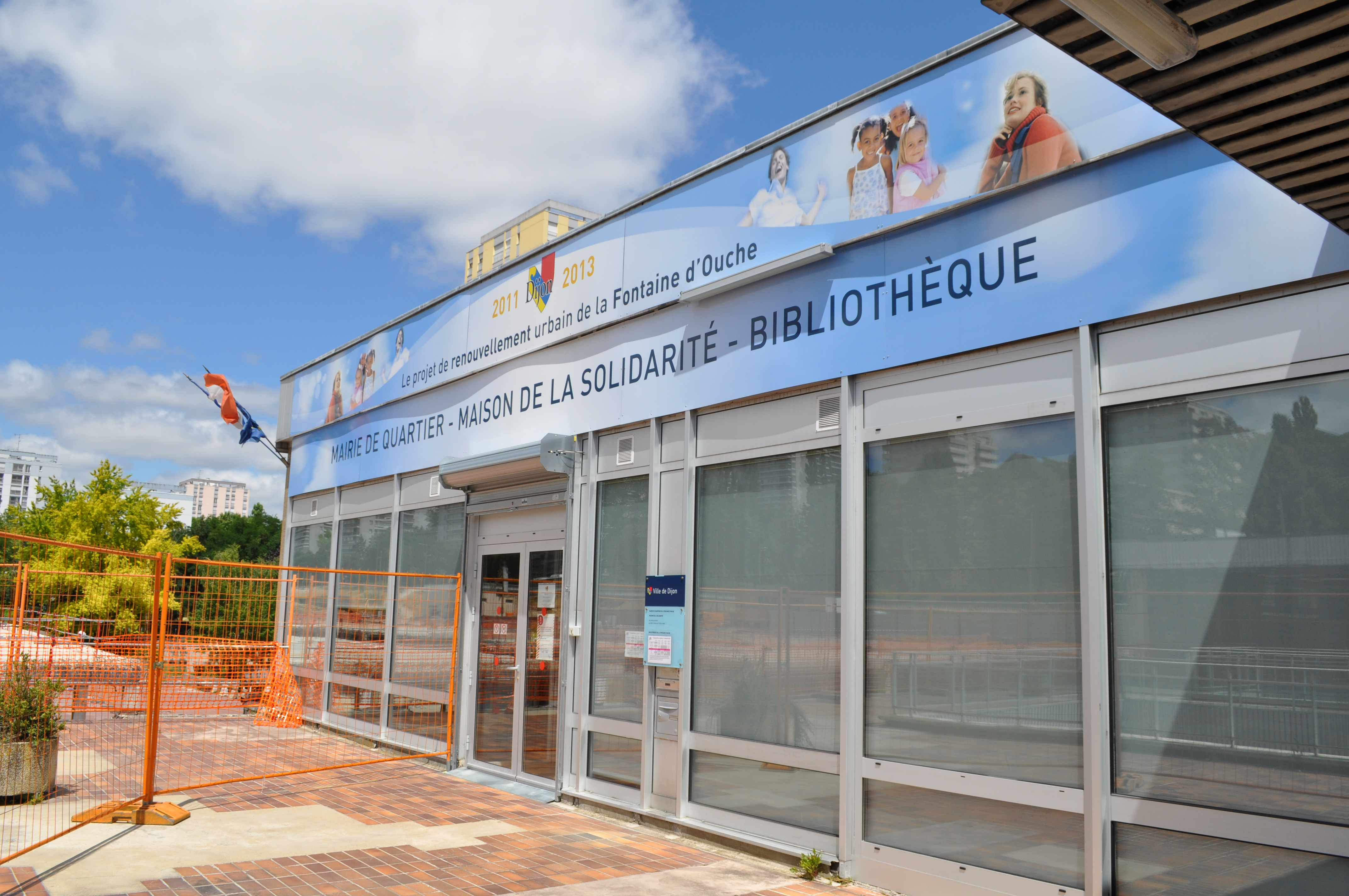
Ancienne bibliothèque de la Fontaine d'Ouche.

### La bibliothèque de la Maladière
La bibliothèque de la Maladière a été créée en 1979 puis entièrement réaménagée en 2005. Elle se situe au rez-de-chaussée du même bâtiment qui abrite aussi la maison Maladière. À l'intérieur, on y trouve des collections principalement consacrées à l'art culinaire, des livres de santé et de bien-être et des romans policiers. Elle dispose d'un large choix de littératures de fiction telles que romans, bandes dessinées, albums, premières lectures, ouvrages documentaires et d'une trentaine de titres de revues pour enfants et adultes.

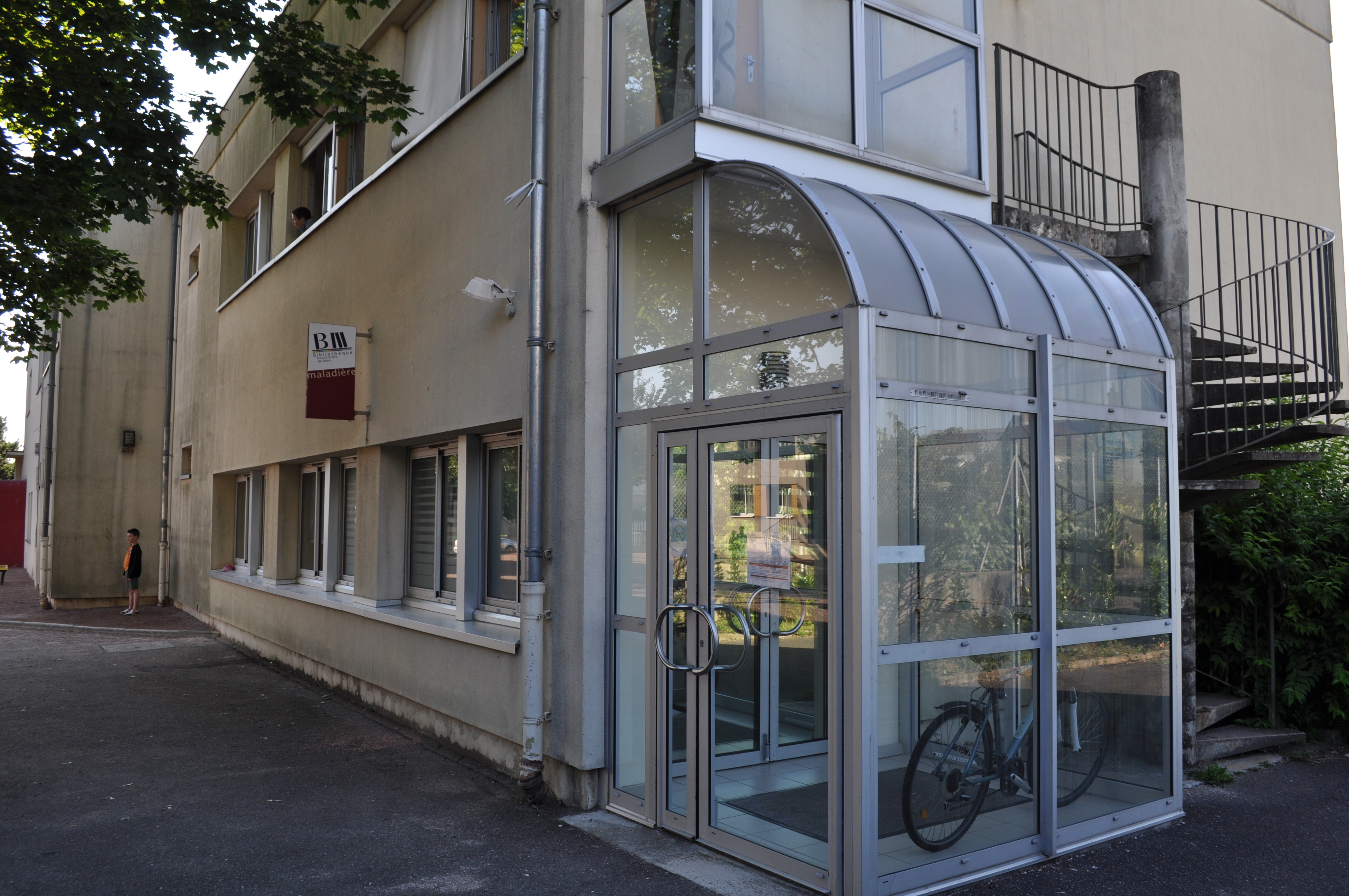
La bibliothèque de la Maladière.

### La bibliothèque Mansart
La bibliothèque Mansart porte une attention particulière au jeune public et est régulièrement fréquentée par les écoles maternelles et primaires, les centres de récréation et les instituts spécialisés. Elle propose un large éventail de livres, de magazines, de CD, de DVD et de textes enregistrés. La bibliothèque est particulièrement avancée dans le domaine des jeux vidéo, tant pour les adultes que pour les enfants, et dispose d'un espace dédié où des jeux, des fêtes et des ateliers peuvent être organisés. Depuis mars 2022, un projet a été mis en place par la ville de Dijon afin d'accroître la visibilité de cette bibliothèque, compte tenu de la baisse de fréquentation. Grâce à une série d'enquêtes menées dans le quartier, plus de 250 témoignages ont été recueillis, amenant la bibliothèque à se réinventer en vue d'une approche plus participative. Parmi les premières expériences, une agora a été créée pour permettre l'organisation de conférences et de débats, ainsi qu'un hamac, une cabane où les enfants peuvent lire confortablement des livres, un coin café et une grainothèque.

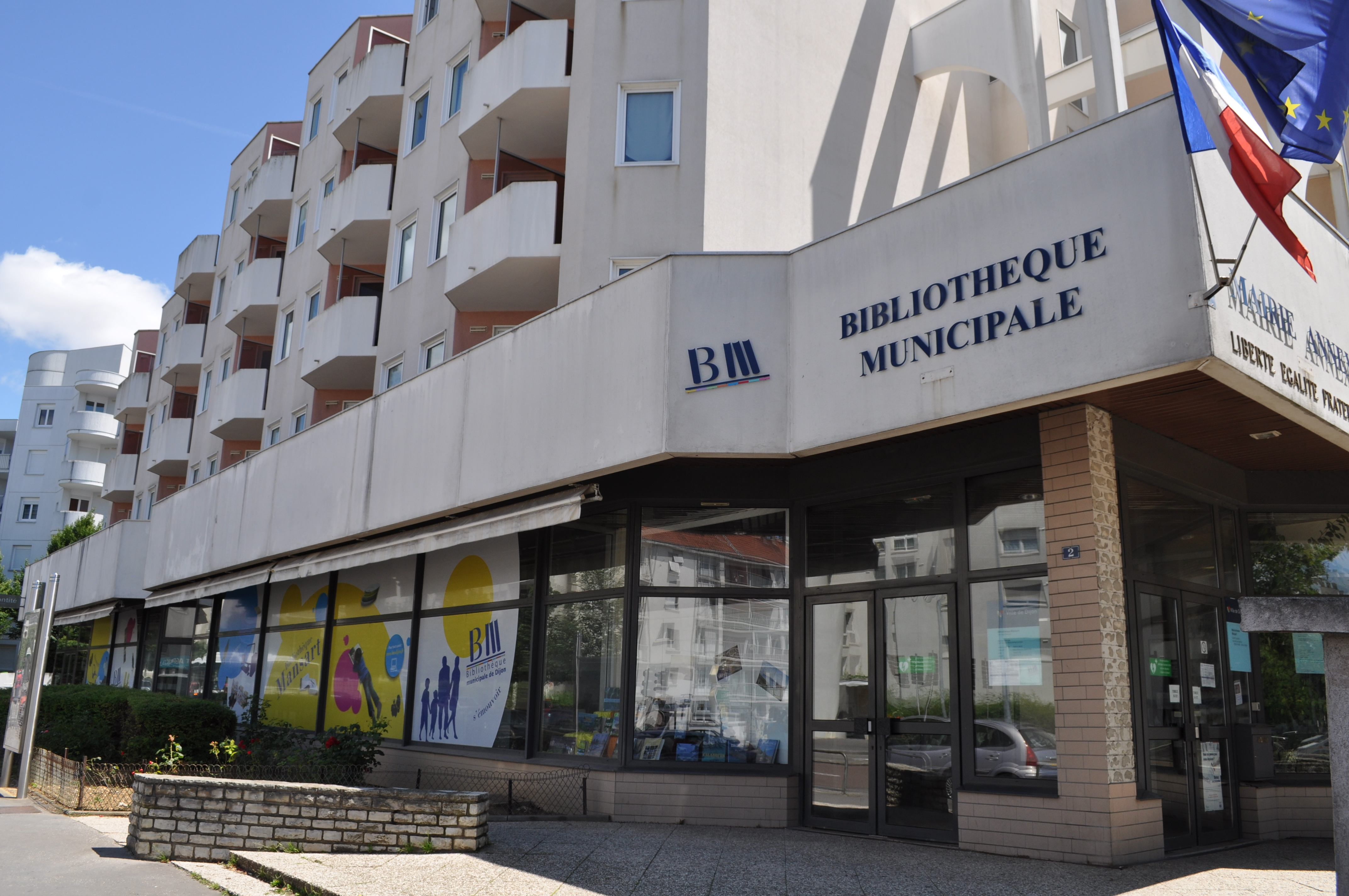
La bibliothèque Mansart.

### La bibliothèque Colette, la Nef
La bibliothèque Colette, depuis le 21 février 2009, est située au rez-de-chaussée de l'ancienne église Saint-Étienne dans la partie nef, tandis que le transept et le chœur sont occupés par le Musée Rude. La bibliothèque, anciennement appelée " La Nef ", est rebaptisée " Colette ", en l'honneur de l'écrivain, à l'occasion du 150e anniversaire de sa naissance en 2023. D'une superficie de plus de 400 mètres carrés, elle offre de vastes espaces de travail et de lecture. Il y a une salle d'étude de 32 places individuelles et une salle où sont organisés périodiquement des expositions, des lectures, des rencontres avec des auteurs, des spectacles, des projections de films, des conférences et des débats. Le fonds est très varié et comprend des romans de tous genres, avec une section spéciale destinée aux adolescents, des bandes dessinées, des DVD et des documentaires, un espace destiné aux étrangers apprenant le français, plus de 100 revues et journaux consacrés à des domaines très variés ; certains centres d'intérêt comme la philosophie, les sciences sociales, la psychologie et les livres d'art sont particulièrement développés. Il est intéressant de noter la collection de livres en gros caractères et de CD avec des textes enregistrés pour les utilisateurs avec une déficience visuelle.

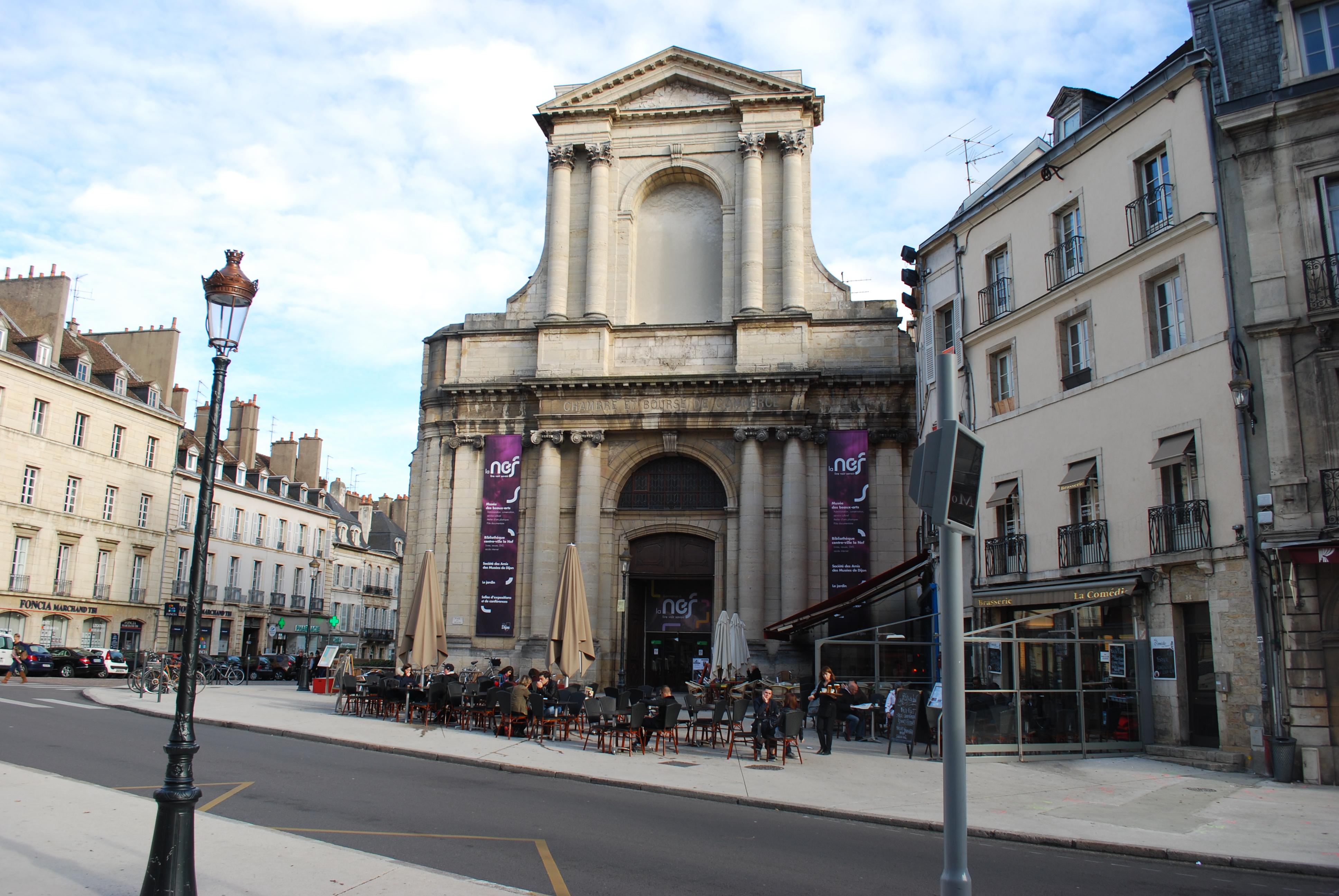
La bibliothèque la Nef.
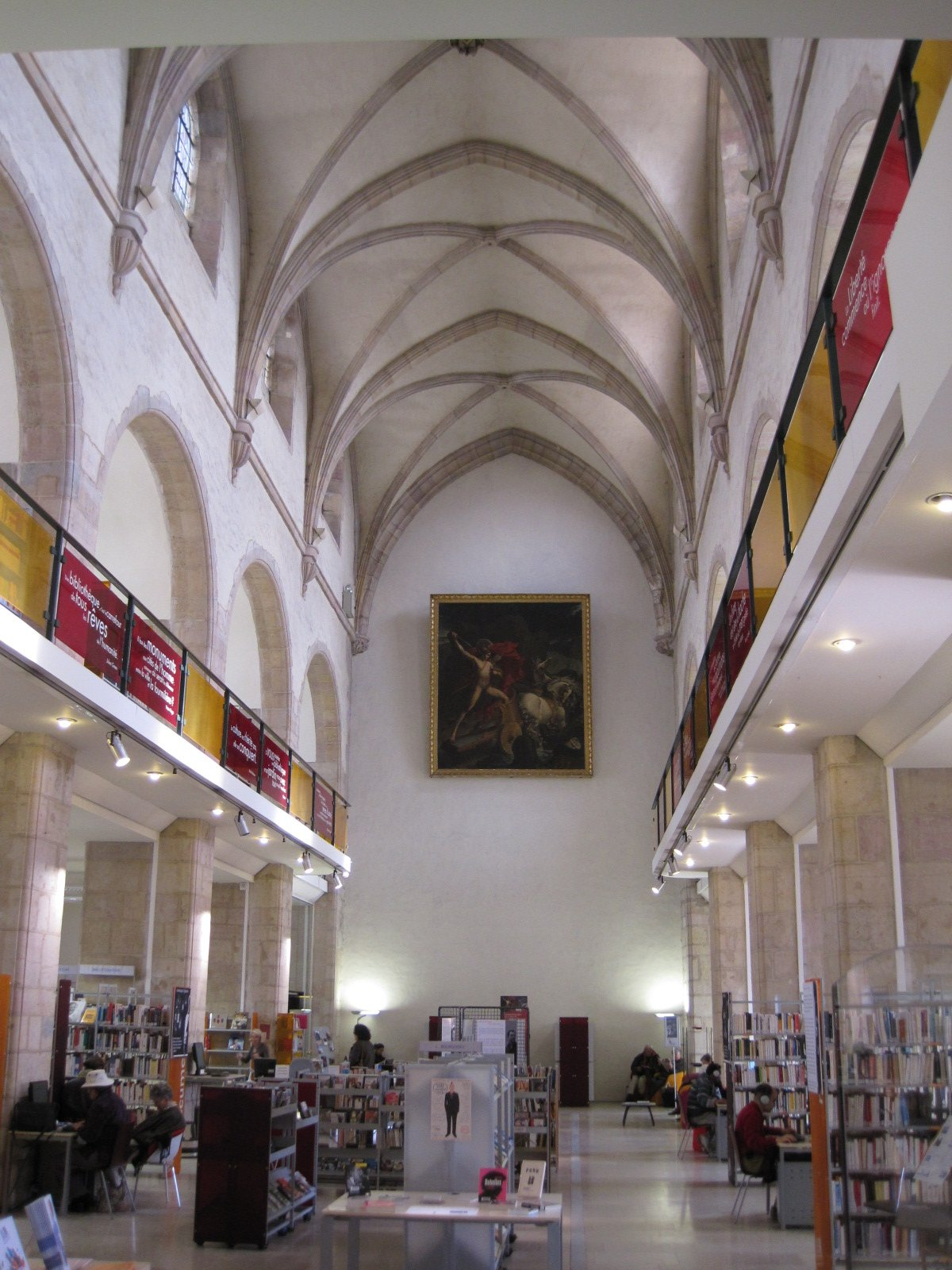
Salle de lecture.
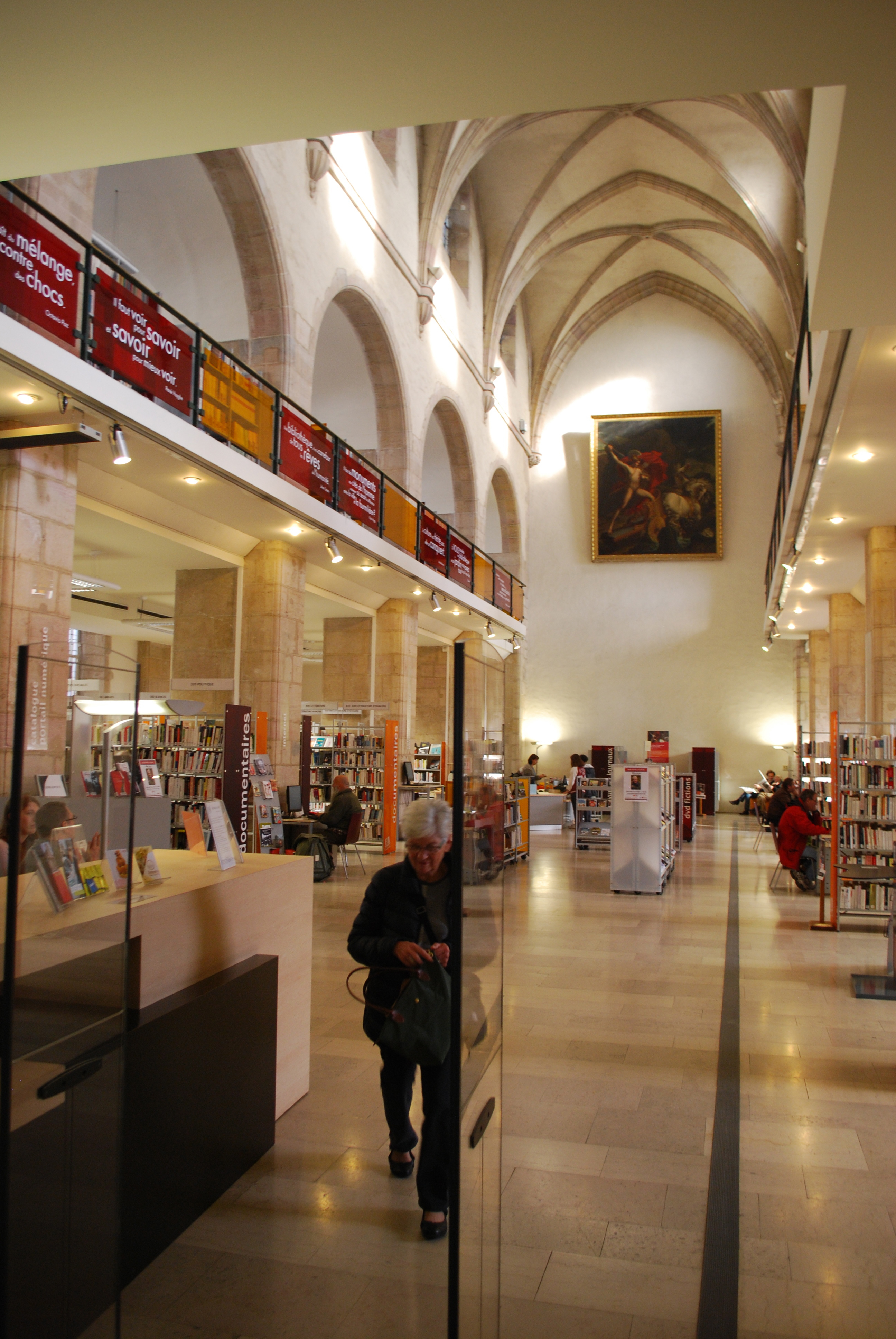
La salle de lecture.
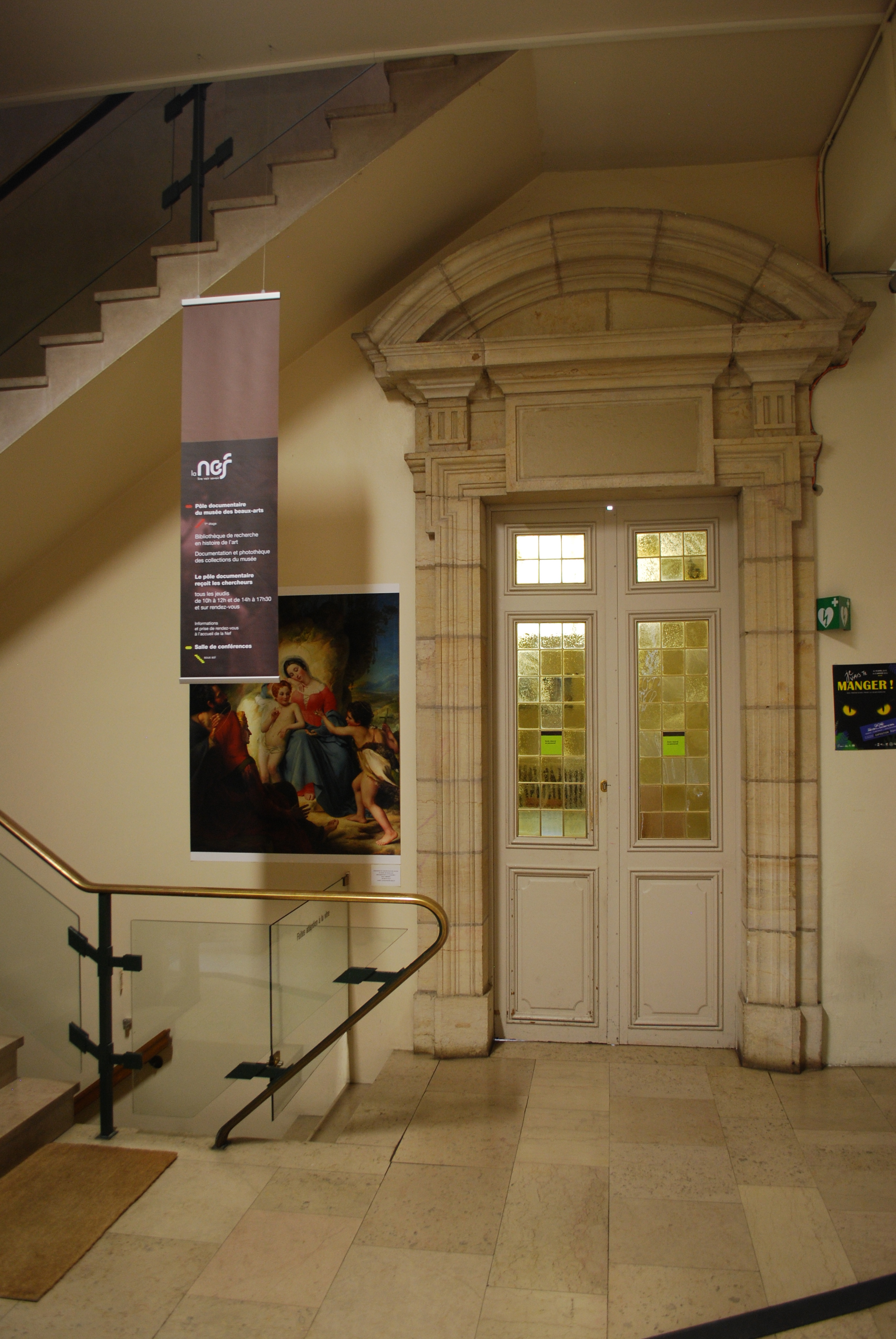
Les escaliers.

### La médiathèque du Port du canal
La médiathèque abrite des collections spéciales consacrées au cinéma d'art et d'essai et aux voyages, avec des guides et des récits de voyage. Elle offre plusieurs services spécifiques destinés aux personnes handicapées, aux personnes souffrant de troubles cognitifs et de difficultés d'apprentissage.

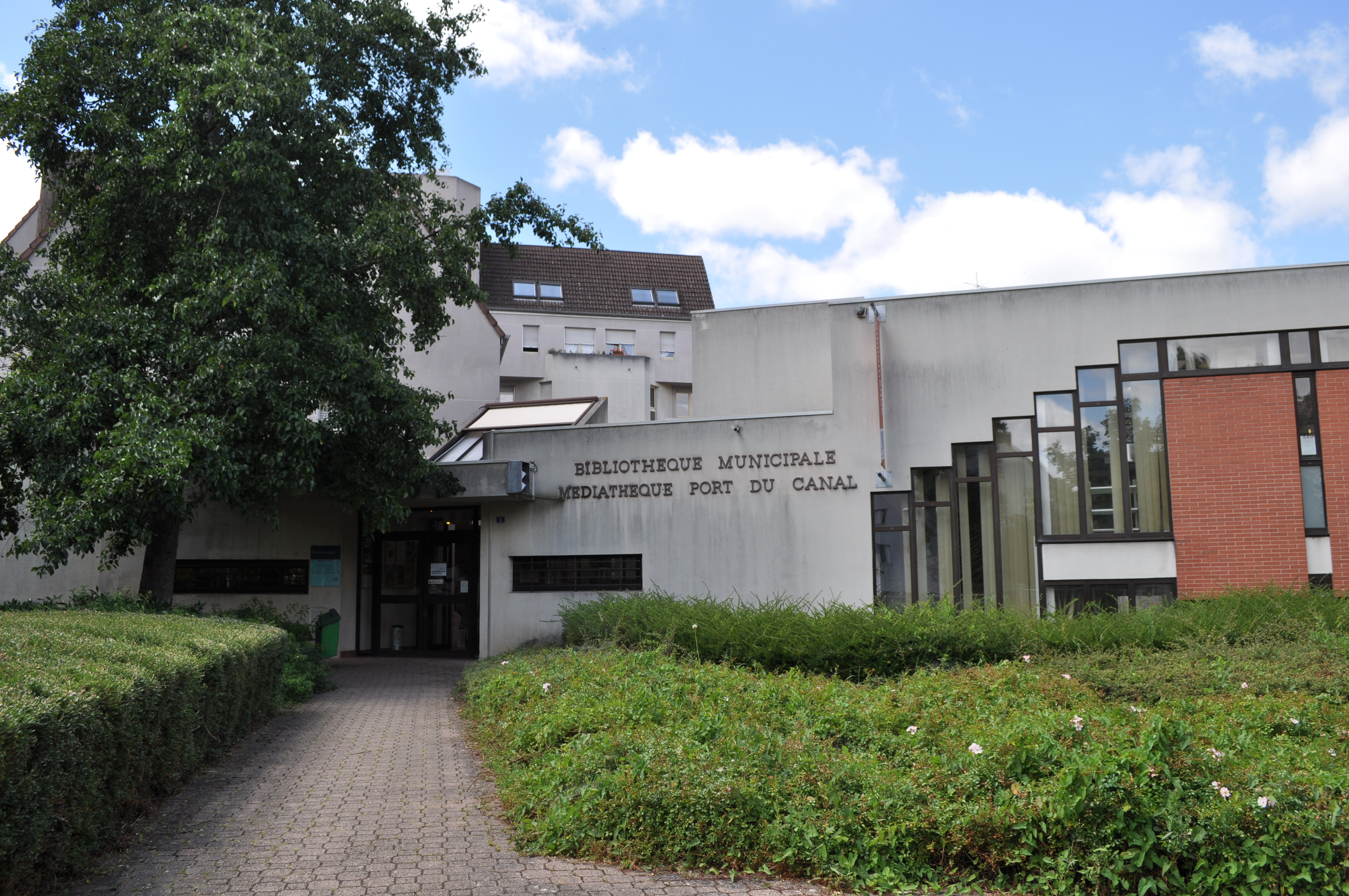
La médiathèque du Port du canal.
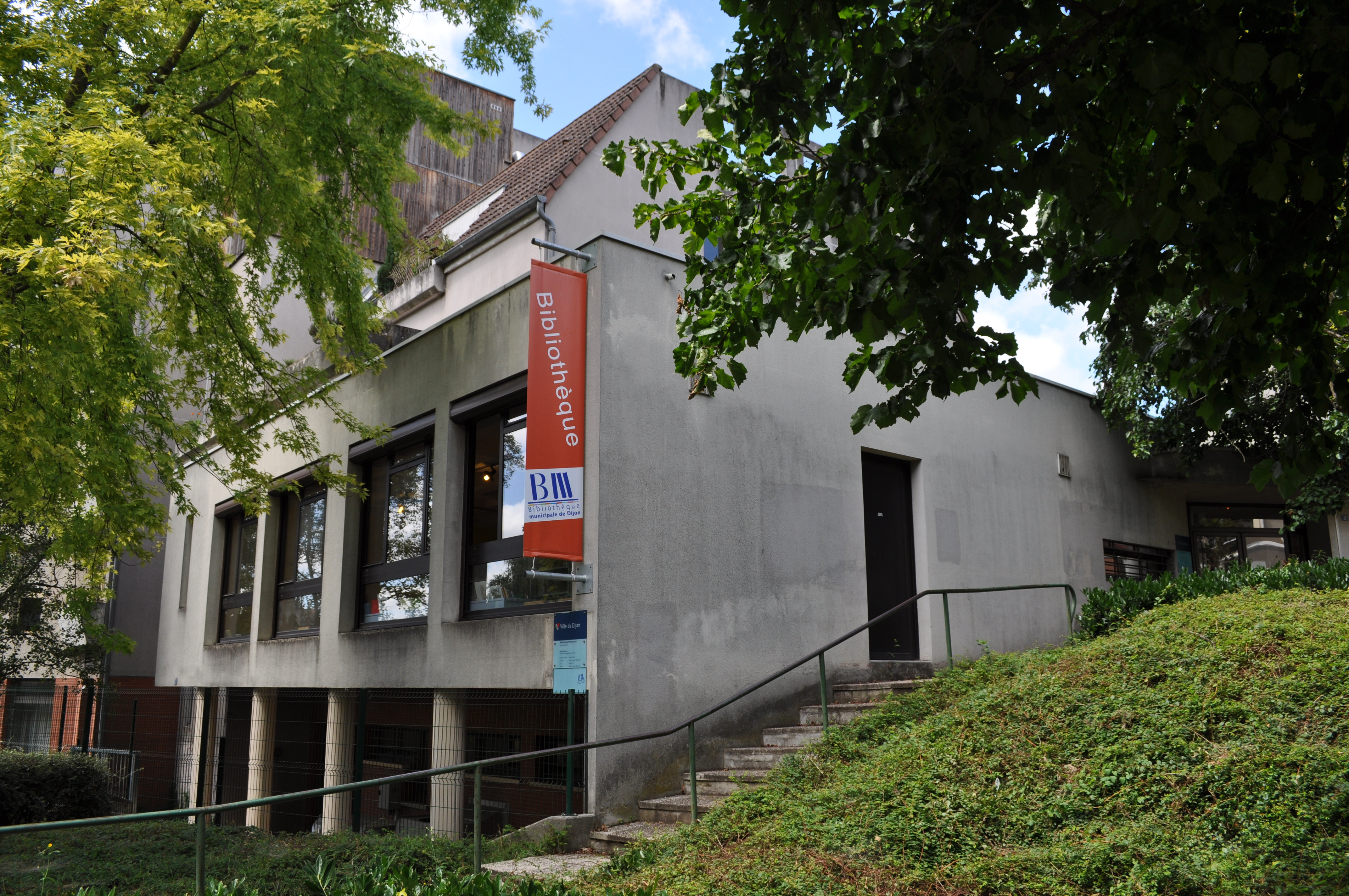
L'arrière de la médiathèque du Port du canal.